# Trichacoides rugosiscutellum
Trichacoides rugosiscutellum är en stekelart som först beskrevs av Peter Neerup Buhl 1995.  Trichacoides rugosiscutellum ingår i släktet Trichacoides och familjen gallmyggesteklar. Inga underarter finns listade i Catalogue of Life.